# Wereldkampioenschap basketbal vrouwen
Het wereldkampioenschap basketbal voor vrouwen wordt sinds 1953 gehouden onder auspiciën van de internationale basketbalfederatie FIBA. Het wordt om de vier jaar gehouden met zestien deelnemende landenteams.

## Overzicht
| Jaar | Organiserend land | Eerste           | Tweede            | Derde             |
| ---- | ----------------- | ---------------- | ----------------- | ----------------- |
| 1953 | Chili             | Verenigde Staten | Chili             | Frankrijk         |
| 1957 | Brazilië          | Verenigde Staten | Sovjet-Unie       | Tsjecho-Slowakije |
| 1959 | Sovjet-Unie       | Sovjet-Unie      | Bulgarije         | Tsjecho-Slowakije |
| 1964 | Peru              | Sovjet-Unie      | Tsjecho-Slowakije | Bulgarije         |
| 1967 | Tsjecho-Slowakije | Sovjet-Unie      | Zuid-Korea        | Tsjecho-Slowakije |
| 1971 | Brazilië          | Sovjet-Unie      | Tsjecho-Slowakije | Brazilië          |
| 1975 | Colombia          | Sovjet-Unie      | Japan             | Tsjecho-Slowakije |
| 1979 | Zuid-Korea        | Verenigde Staten | Zuid-Korea        | Canada            |
| 1983 | Brazilië          | Sovjet-Unie      | Verenigde Staten  | China             |
| 1986 | Sovjet-Unie       | Verenigde Staten | Sovjet-Unie       | Canada            |
| 1990 | Maleisië          | Verenigde Staten | Joegoslavië       | Cuba              |
| 1994 | Australië         | Brazilië         | China             | Verenigde Staten  |
| 1998 | Duitsland         | Verenigde Staten | Rusland           | Australië         |
| 2002 | China             | Verenigde Staten | Rusland           | Australië         |
| 2006 | Brazilië          | Australië        | Rusland           | Verenigde Staten  |
| 2010 | Tsjechië          | Verenigde Staten | Tsjechië          | Spanje            |
| 2014 | Turkije           | Verenigde Staten | Spanje            | Australië         |
| 2018 | Spanje            | Verenigde Staten | Australië         | Spanje            |
| 2022 | Australië         | Verenigde Staten | China             | Australië         |
| 2026 | Duitsland         |                  |                   |                   |

1953 · 
1957 · 
1959 · 
1964 · 
1967 · 
1971 · 
1975 · 
1979 · 
1983 · 
1986 · 
1990 · 
1994 · 
1998 · 
2002 · 
2006 · 
2010 · 
2014 · 
2018 · 
2022 · 
2026
1953:  Verenigde Staten · 
1957:  Verenigde Staten · 
1959:  Sovjet-Unie · 
1964:  Sovjet-Unie · 
1967:  Sovjet-Unie · 
1971:  Sovjet-Unie · 
1975:  Sovjet-Unie · 
1979:  Verenigde Staten · 
1983:  Sovjet-Unie · 
1986:  Verenigde Staten · 
1990:  Verenigde Staten · 
1994:  Brazilië · 
1998:  Verenigde Staten · 
2002:  Verenigde Staten · 
2006:  Australië · 
2010:  Verenigde Staten · 
2014:  Verenigde Staten · 
2018:  Verenigde Staten  · 
2022:  Verenigde Staten